# Glinje, Cerklje na Gorenjskem
Glinje este o localitate din comuna Cerklje na Gorenjskem, Slovenia, cu o populație de 99 de locuitori.